# Dèmè
Dèmè est l'un des huit arrondissements de la commune d'Adjohoun dans le département de l'Ouémé au Bénin.

## Géographie
L'arrondissement de Dèmè est situé au sud-est du Bénin et compte 4 villages que sont Deme, Fanvi, Gla et Ahlan.

## Démographie
Selon le recensement de la population de 2013 conduit par l'Institut national de la statistique et de l'analyse économique (INSAE), Dèmè compte 2337 habitants .